# North-Canterbury-Erdbeben von 1888

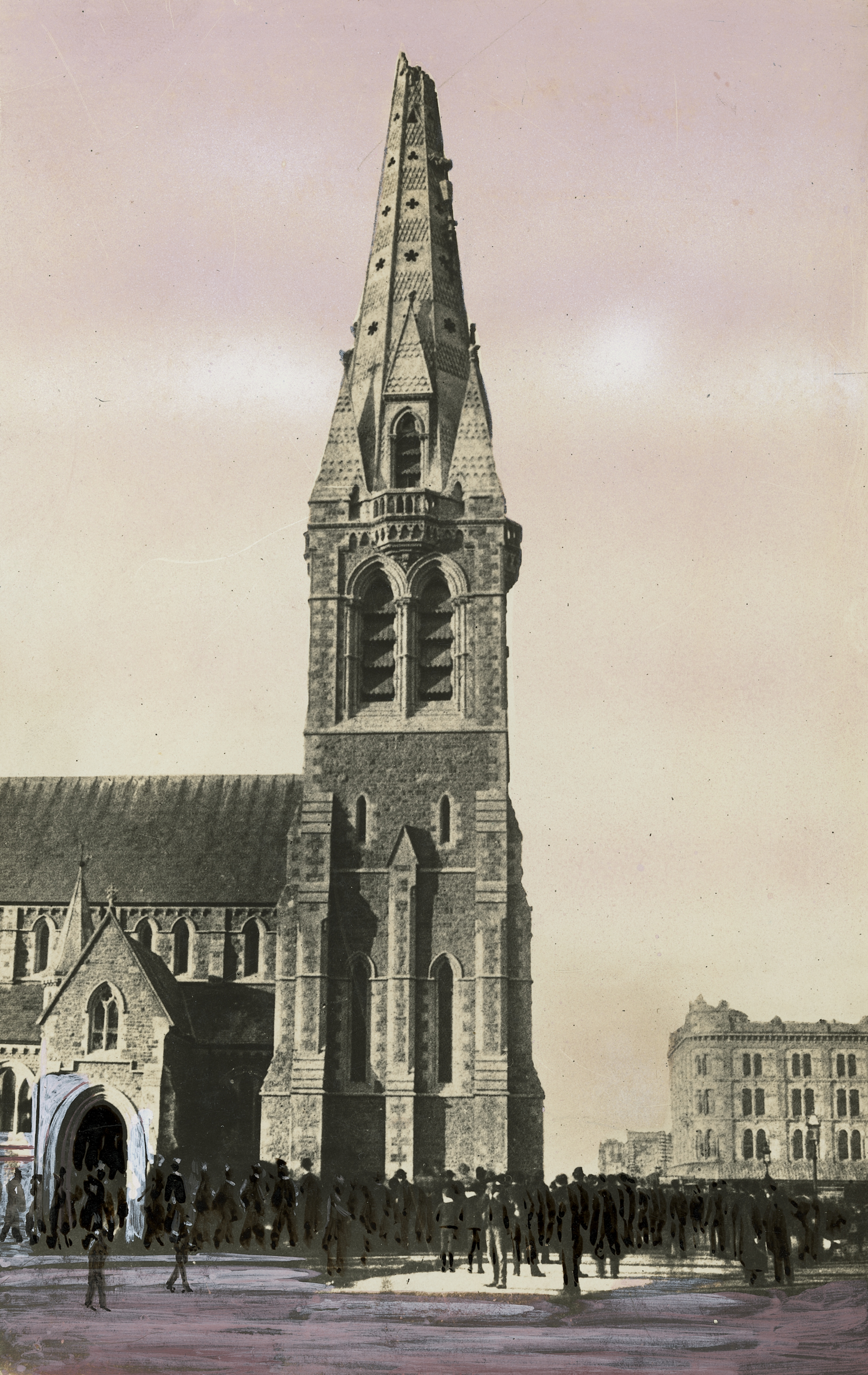
Christchurch Kathedrale nach dem Erdbeben von 1888

Das North-Canterbury-Erdbeben von 1888 auf der Südinsel von Neuseeland war ein großflächiges Beben, das sich durch seine dreiwöchigen Vorbeben von den bisherigen Beben in Neuseeland unterschied.

## Geografie
Die Hope Fault, in der das 30 km lange Zentrum des Bebens lag, ist Teil der Marlborough Fault Zone auf der Südinsel von Neuseeland. Die Verwerfung beginnt landseitig nördlich von Kaikoura und verläuft südwestlich am südöstlichen Rand der Seaward Kaikoura Range, passiert Hanmer Springs und läuft kurz vor der Alpine Fault aus.

## Das Beben
Am 1. September 1888 morgens gegen 4:15 Uhr wurde die Region North Canterbury 40 bis 50 Sekunden lang von einem Erdbeben der Stärke 7,1 erschüttert (andere Quellen geben 7,0–7,3 an). Die Besonderheit dieses Bebens lag in seiner sehr langen Ankündigung, denn vor dem Hauptbeben erfolgten drei Wochen lang geräuschvolle Vorbeben, die von den Bewohnern der Region als fernes Rumpeln vernommen wurden. Am 30. August von 18:20 Uhr bis 22:00 Uhr wurden dann im Hope Valley Erdstöße wahrgenommen, die in ihrer Intensität anstiegen. Uhren in Canterbury und West Coast blieben stehen und Glocken schlugen an. Am späten Abend des Folgetags, dem 31. August, fingen die Beben wieder an und nahmen bis zum Hauptbeben am 1. September in unangenehmer Weise an Intensität und Lautstärke zu. Das Hauptbeben wurde von New Plymouth auf der Nordinsel bis nach Invercargill an der Südspitze der Südinsel wahrgenommen.
Bei dem Erdbeben wurden im Hope Valley, dem Zentrum des Bebens, durch die Bodenverschiebungen Zäune um bis zu 2,6 Meter seitlich versetzt, Häuser aus Stein oder Lehm ernsthaft beschädigt und zahlreiche Erdrutsche ausgelöst. Der Percival River in den Hanmer Plains wurde längsseitig von Rissen begleitet und im Ōtira Gorge, der die stärksten Erschütterungen im Westen abbekam, wurden vier neue Quellen gebildet. Auch wurden teilweise Verflüssigungen des Bodens beobachtet.
Das Beben erzeugte noch über weite Distanz Gebäudeschäden, so auch im 100 km entfernten Christchurch, wo der obere, 8 m lange Teil der Kirchturmspitze zu Fall gebracht wurde, sodass Christchurch eine Zeitlang einen Teil seines Wahrzeichens verlor.